# Иванов, Николай Владимирович (математик)
Николай Владимирович Иванов (10 октября 1954, СССР) — российский и американский математик.

## Биография
Учился в Средней школе №30 (по продвинутой программе, на физико-математическом факультете), с сентября 1969 по июнь 1971, с 1971 учился в ЛГУ, окончил его в 1976 году. Защитил кандидатскую диссертацию под руководством В. А. Рохлина в 1980 году в Математическом институте имени В. А. Стеклова РАН,  а в 1987 - докторскую. До 1998 года был научным сотрудником в Санкт-Петербургском филиале Математического института имени В. А. Стеклова РАН.
По данным Google Scholar на 11 марта 2018 года работы Иванова цитируются 2234 раза, а его индекс Хирша составляет 23. Среди его достижений классификация подгрупп группы классов преобразований поверхности и доказательство того, что такие группы удовлетворяют альтернативе Титса.
На данный момент занимает должность профессора в Университете штата Мичиган, с 2012 года член Американского математического общества. Автор книги «Subgroups of Teichmüller Modular Groups».